# Tim Chappel
Tim P. Chappel (* 15. Dezember 1967 in New South Wales, Australien) ist ein australischer Kostümbildner, der neben einem Oscar für das beste Kostümdesign weitere Filmpreise gewann.

## Leben
Für die Kostüme in seinem ersten Film, der Tragikomödie Priscilla – Königin der Wüste (1994) von Stephan Elliott mit Terence Stamp, Hugo Weaving und Guy Pearce, gewann er zusammen mit Lizzy Gardiner 1995 sowohl den Oscar für die besten Kostüme, den Preis für die besten Kostüme des Australian Film Institute (AFI Award) als auch den British Academy Film Award für die besten Kostüme. In dem Film spielte sie darüber hinaus eine Nebenrolle als Drag Queen in einem Friseursalon.
Er und Lizzy Gardiner entwarfen auch die Kostüme für das nach dem Film Priscilla – Königin der Wüste 2006 entstandene Musical Priscilla – The Musical und gewannen hierfür unter anderem 2011 den Tony Award für die besten Kostüme in einem Musical.
Tim Chappel hat bis heute an der Kostümausstattung von rund einem Dutzend Filmen mitgearbeitet und wirkt zurzeit als Kostümbildner bei der Erstellung des für 2012 vorgesehenen Comedydramas Mental von P. J. Hogan mit Anthony LaPaglia, Liev Schreiber und Toni Collette mit.

## Filmografie (Auswahl)
- 1994: Priscilla – Königin der Wüste (The Adventures of Priscilla, Queen of the Desert)
- 2002: Boat Trip
- 2005: Lovewrecked – Liebe über Bord (Lovewrecked)
- 2005: Into the Sun – Im Netz der Yakuza (Into the Sun)

## Auszeichnungen
- 1995: Oscar für die besten Kostüme
- 1995: AFI Award für die besten Kostüme
- 1995: BAFTA Film Award für die besten Kostüme
- 2011: Tony Award für die besten Kostüme in einem Musical